# Enhypen
Enhypen (kor. 엔하이픈) – południowokoreański boysband założony przez Belift Lab – joint venture pomiędzy CJ ENM i Hybe. Został utworzony przez survivalowy program I-Land w 2020 roku, a w jego skład wchodzi siedmiu członków: Jungwon, Heeseung, Jay, Jake, Sunghoon, Sunoo i Ni-ki. Nazwa ich fandomu to ENGENE. 
Enhypen zadebiutowali 30 listopada 2020 roku wydając minialbum Border: Day One.

## Nazwa
Nazwa zespołu – Enhypen, została przedstawiona podczas transmisji na żywo z ostatniego odcinka programu I-Land. Nazwa Enhypen pochodzi od symbolu łącznika (-) (ang. hyphen), który nadaje jej znaczenia „połączenie, odkrycie i wzrost”. Podobnie jak łącznik łączący różne słowa, przesłanie stojące za nazwą to „łączyć się, odkrywać siebie nawzajem i rozwijać się razem”.

## Historia

### Przed debiutem:I-Land
W marcu 2019 roku powstało Belift Lab, współzałożone przez południowokoreańskie agencje rozrywkowe CJ E&M i Big Hit Entertainment, z planem stworzenia nowego zespołu w 2020 roku. W tym samym miesiącu rozpoczęły się przesłuchania między innymi w Seulu, Stanach Zjednoczonych, Japonii i na Tajwanie, dla mężczyzn urodzonych w latach 1997–2008. 8 maja 2020 roku kanał telewizyjny Mnet zapowiedział konkurs survivalowy I-Land, wspólne przedsięwzięcie obu firm. Członków zespołu wybrano przez I-Land, w którym wzięło udział 23 uczestników, z których niektórzy pochodzili z przesłuchań Belift, podczas gdy inni przeniesieni z Big Hit Music (dawniej Big Hit Entertainment). Program był emitowany co tydzień na kanale Mnet od 26 czerwca do 18 września 2020 roku, a rozpowszechniany globalnie za pośrednictwem kanału YouTube Big Hit Labels. Program został podzielony na dwie części; do drugiej części przeszło 12 zawodników. W ostatnim odcinku spośród dziewięciu finałowych uczestników wybranych zostało siedmiu, z których sześciu wybrano przez globalny ranking, a ostatni członek został wybrany przez producentów. Debiutancki skład grupy z siedmioma członkami – Heeseungiem, Jayem, Jakem, Sunghoonem, Sunoo, Jungwonem i Ni-ki, został ogłoszony przez transmisję telewizyjną na żywo z finału.

### 2020–2021: Debiut zBorder: Day One,drugi mini album i pierwszy album studyjny
22 października 2020 roku na oficjalnym kanale zespołu na YouTube został opublikowany zwiastun zatytułowany „Choose-Chosen”, zapowiadając debiut grupy w listopadzie 2020 roku. Drugi zwiastun, zatytułowany „Zmierzch-Świt”, został wydany trzy dni później, a 27 października pojawiły się dwa koncepcyjne moodboardy. 28 października Belift ogłosiło, że Enhypen wydadzą swój debiutancki minialbum, Border: Day One, 30 listopada. Jeszcze przed debiutem zespół zgromadził ponad milion obserwujących na platformach społecznościowych (TikTok, Twitter, YouTube, Instagram i V Live). Z dniem 4 listopada, w ciągu dwóch dni, grupa zgromadziła ponad 150 tys. zamówień w przedsprzedaży, a do 21 listopada liczba zamówień przekroczyła 300 tys. egzemplarzy. Border: Day One z głównym singlem „Given-Taken” został wydany 30 listopada. Tego samego dnia wystąpili w programie M Countdown.
Border: Day One uplasował się na 39. miejscu na liście Oricon 2020 Yearly Album Chart i na 2. miejscu na listy Gaon Album Chart. W ciągu dwóch tygodni od debiutu zespół zdobył nagrodę „Next Leader” podczas gali The Fact Music Awards 2020. W lutym 2021 roku płyta otrzymała platynowy certyfikat od Korea Music Content Association (KMCA).
25 marca 2021 agencja grupy zapowiedziała comeback na koniec kwietnia. Zwiastun zatytułowany „Intro: The Invitation” ukazał się 5 kwietnia zapowiadając ich drugi minialbum pt. Border: Carnival. 8 kwietnia ogłoszono, że zamówienia w przedsprzedaży albumu przekroczyły 370 tys. egzemplarzy w ciągu trzech dni. Na dzień przed premierą zamówienia w przedsprzedaży przekroczyły 450 tys. egzemplarzy. Płyta miała swoją premierę 26 kwietnia, wraz z teledyskiem do głównego singla „Drunk-Dazed”.
4 maja grupa po raz pierwszy zwyciężyła dzięki „Drunk-Dazed” w programie muzycznym – w The Show stacji SBS MTV, a wkrótce potem także w Show Champion i Music Bank. Ich drugi minialbum zadebiutował na pierwszym miejscu listy Oricon Albums Chart oraz na 18. miejscu listy Billboard 200.
6 lipca ukazał się japoński singel „BORDER: Hakanai” (jap. BORDER:儚い). Na płycie znalazły się 3 utwory: dwa z nich to japońskie wersje piosenek „Given-Taken” oraz „Let Me In (20 Cube)”, a nowy utwór to „Forget Me Not” – opening serialu anime Re-Maim. 29 lipca została opublikowana piosenka „Hey Tayo” nagrana do animowanego serialu Autobusik Tayo, a także wydając nową – „Billy Poco”.
25 sierpnia 2021 Belift Lab zapowiedział comeback grupy na wrzesień. 23 września ogłoszono, że zamówienia w przedsprzedaży albumu przekroczyły 600 tys. egzemplarzy w ciągu sześciu dni, a do 7 października liczba zamówień przekroczyła 910 tys. egzemplarzy. Pierwszy album studyjny, Dimension: Dilemma, ukazał się 12 października. Uplasował się na 1. miejscu listy Oricon Album Chart w Japonii i Gaon Album Chart w Korei.
19 października grupa zwyciężyłą w programie muzycznym The Show dzięki z „Tamed-Dashed”, a wkrótce potem także w Show Champion i Music Bank. Dimension: Dilemma zadebiutował na 11. miejscu na Billboard 200. Liczba sprzedanych egzemplarzy płyty przekroczyła 1,1 mln kopii, zdobywając certyfikat Milion od KMCA.
9 grudnia 2021 roku Belift potwierdziło, że Enhypen wyda Dimension: Answer, ponowne wydanie Dimension: Dilemma, 10 stycznia 2022 roku. 20 grudnia wytwórnia również potwierdziła, że w lutym Enhypen wyda oryginalną japońską piosenkę „Always” jako motyw przewodni do dramy telewizyjnej NTV Muchaburi! I will be the president, która miała swoją premierę 12 stycznia 2022 roku.

### 2022:Dimension: Answer, drugi japoński singiel iManifesto: Day 1
8 stycznia 2022 roku media ujawniły, że liczba zamówień w przedsprzedaży Dimension: Answer przekroczyła 630 000 egzemplarzy. 19 stycznia Enhypen zdobyli swoje siódme zwycięstwo w programie muzycznym MBC M Show Champion z utworem „Blessed-Cursed”, a następnie 21 stycznia zwyciężyli również w Music Bank. Utwór stał się pierwszym numerem jeden grupy na liście Gaon Download Chart, a album osiągnął pierwsze miejsce zarówno na liście Gaon Album Chart, jak i na liście Oricon Albums Chart, czyniąc to trzecim z rzędu albumem Enhypen, który zdominował japońskie zestawienia. 16 stycznia został wydany pierwszy odcinek nowej fikcyjnej serii webtoonowej o grupie, zatytułowanej Dark Moon: The Blood Altar.
Japoński singel cyfrowy Enhypen o tytule „Always” został wydany 22 lutego 2022 roku. Znalazł się on na liście utworów drugiego japońskiego singla Enhypen zatytułowanego Dimension: Senkō (jap. Dimension: 閃光), który był dostępny w przedsprzedaży od 22 lutego. Singel został wydany 3 maja i zawierał również japońskie wersje utworów „Tamed-Dashed” i „Drunk-Dazed”. „Tamed-Dashed” stał się pierwszym numerem jeden grupy na liście Billboard Japan Hot 100, sprzedając się w pierwszym tygodniu w ilości 386 142 egzemplarzy. Singel stał się również pierwszym japońskim wydawnictwem Enhypen, które przekroczyło liczbę 300 000 sprzedanych kopii według Oricon, czyniąc Enhypen piątym zespołem K-popowym, który osiągnął to w ciągu jednego tygodnia od premiery.
14 czerwca Belift ogłosiło, że 4 lipca Enhypen wyda swój trzeci minialbum, Manifesto: Day 1, a tego samego dnia opublikowano zwiastun zatytułowany „Walk the Line”. Minialbum stał się drugim albumem grupy, który przekroczył milion sprzedanych kopii.
W lipcu 2022 roku ogłoszono, że Enhypen rozpocznie swoją pierwszą światową trasę koncertową, która rozpocznie się we wrześniu 2022 roku w Seulu, a zakończy się w listopadzie w Japonii. Potwierdzono również, że 12 sierpnia grupa wyda oryginalną piosenkę „I Need The Light (구해줘)” jako motyw przewodni do dramy Mimicus, która miała swoją premierę 22 lipca.
115 sierpnia Belift ogłosiło, że członek Sunoo nie weźmie udziału w spotkaniu z fanami, które odbyło się tego samego dnia, z powodu problemów zdrowotnych. Dwa dni później, 17 sierpnia, ogłoszono, że Sunoo nie będzie mógł polecieć do Los Angeles na występ grupy na KCON. 24 sierpnia Belift ogłosiło, że Sunoo wyzdrowiał i wznowi swoją działalność tego samego dnia. 27 sierpnia opublikowano zwiastun utworu „One in a Billion” z oficjalnej ścieżki dźwiękowej do webtoonu Dark Moon: The Blood Altar; utwór miał swoją premierę 3 września, a teledysk i cyfrowy singel zostały oficjalnie wydane 6 września.
18 października ogłoszono, że pierwsza trasa koncertowa Enhypen zostanie przedłużona do stycznia i lutego 2023 roku, obejmując koncerty na Filipinach i w Tajlandii. 26 października ukazał się pierwszy japoński album studyjny Enhypen, Sadame. Album zawierał dziewięć utworów, w tym oryginalne japońskie piosenki „Always” i „Forget Me Not”, japońskie wersje utworów „Blessed-Cursed” i „Future Perfect (Pass the Mic)” oraz japońską wersję „Polaroid Love” jako dodatkowy utwór dostępny tylko na płycie CD. Sadame zawierał również oryginalną japońską piosenkę „Make the Change”, która została wybrana jako utwór przewodni drugiego sezonu japońskiego serialu Saikou no Obahan Nakajima Haruko emitowanego na antenach Tokai TV i Fuji TV, którego emisja rozpoczęła się 8 października. Piosenka została udostępniona w wersji cyfrowej 12 października.
16 listopada ogłoszono, że do trasy koncertowej Enhypen zostały dodane dwa koncerty w Japonii, które odbędą się w Kyocera Dome w Osace. 28 listopada utwór „Zero Moment” wykonany przez członków Heeseunga, Jaya i Jake'a został wydany jako część ścieżki dźwiękowej do koreańskiego dramatu Summer Strike, emitowanego na antenach ENA i Genie TV od 21 listopada.

### 2023:Dark Blood
14 kwietnia Belift potwierdziło, że Enhypen wyda swój czwarty minialbum w maju. Nazwa albumu Dark Blood oraz data premiery 22 maja zostały ujawnione wraz z oficjalnym zwiastunem 23 kwietnia, a przedsprzedaż została otwarta następnego dnia. 23 maja południowokoreański Hanteo Chart ogłosił, że Dark Blood sprzedał się w ponad 1,1 miliona kopii już w pierwszym dniu, przewyższając sprzedaż poprzedniego minialbumu Enhypen. Pomimo dwutygodniowego opóźnienia w dostawach w Stanach Zjednoczonych, EP stał się piątym zespołem Enhypen, który znalazł się w Top 10 zestawienia Billboard Top Album Sales, a także pierwszym, który znalazł się w Top 5 zestawienia Billboard 200.
30 maja ogłoszono, że Enhypen wyruszy na swoją drugą światową trasę, rozpoczynając od Seulu w KSPO Dome w dniach 29-30 lipca. Następnie odbędą dwa dwudniowe koncerty w Kyocera Dome w Japonii w Japonii 2-3 września oraz w Tokyo Dome 13-14 września. Trasa kontynuowana będzie w Stanach Zjednoczonych 6 października w Los Angeles, a następnie koncerty odbędą się w Glendale, Houston, Dallas, Newark i Chicago. Dodatkowe przystanki trasy zostaną ogłoszone później w tym roku.

## Członkowie
| Pseudonim   | Pseudonim | Prawdziwe imię             | Prawdziwe imię | Data urodzenia            | Pozycja                           |
| Latynizacja | Hangul    | Latynizacja                | Oryg.          | Data urodzenia            | Pozycja                           |
| ----------- | --------- | -------------------------- | -------------- | ------------------------- | --------------------------------- |
| Heeseung    | 희승      | Lee Hee-seung              | 이희승         | 15 października 2001(dts) | główny wokalista, tancerz         |
| Jay         | 제이      | Jay Park (Park Jong-seong) | 박종성         | 20 kwietnia 2002(dts)     | główny raper, wokalista, tancerz  |
| Jake        | 제이크    | Jake Sim (Sim Jae-yun)     | 심재윤         | 15 listopada 2002(dts)    | raper, wokalista                  |
| Sunghoon    | 성훈      | Park Sung-hoon             | 박성훈         | 8 grudnia 2002(dts)       | visual, wokalista, tancerz        |
| Sunoo       | 선우      | Kim Seon-woo               | 김선우         | 24 czerwca 2003(dts)      | wokalista                         |
| Jungwon     | 정원      | Yang Jung-won              | 양정원         | 9 lutego 2004(dts)        | lider, wokalista, tancerz         |
| Ni-ki       | 니키      | Riki Nishimura             | 西村 力        | 9 grudnia 2005(dts)       | maknae, główny tancerz, wokalista |

## Dyskografia

### Albumy studyjne

#### Koreańskie
- Dimension: Dilemma (2021)
- Dimension: Answer (repackage album; 2022)
- Romance: Untold (2024)
- Romance: Untold -daydream- (repackage album; 2024)
- DESIRE : ULEASH ( 2025 )

#### Japońskie
- Sadame (2022)

### Minialbumy

#### Koreańskie
- Border: Day One (2020)
- Border: Carnival (2021)
- Manifesto: Day 1 (2022)
- Dark Blood (2023)
- Orange Blood (2023)
- Memorabilia (2024)